# Biserica „Adormirea Maicii Domnului” din Copanca
Biserica „Adormirea Maicii Domnului” este o biserică amplasată în Copanca, raionul Căușeni, Republica Moldova. Este un monument arhitectural de importanță națională inclus în Registrul monumentelor Republicii Moldova ocrotite de stat cu nr. 1313 (raionul Slobozia). Datează din sec. XIX.